# Archipel des amours
Pour plus de détails, voir Fiche technique et Distribution.
Archipel des amours est un film français de Jean-Claude Biette, Cécile Clairval, Jacques Davila, Michel Delahaye, Jacques Frenais, Gérard Frot-Coutaz, Jean-Claude Guiguet, Marie-Claude Treilhou et Paul Vecchiali sorti en 1983.
Le film comprend 9 courts métrages sur le thème de l'amour, réalisés par ces 9 réalisateurs.

## Fiche technique
- Titre français : Archipel des amours
- Réalisation : 
  - Jean-Claude Biette pour Pornoscopie,
  - Cécile Clairval pour Enigme,
  - Jacques Davila pour Remue-ménage,
  - Michel Delahaye pour Sara,
  - Jacques Frenais pour Passage à l'acte,
  - Gérard Frot-Coutaz pour Le Goûter de Josette,
  - Jean-Claude Guiguet pour La Visiteuse,
  - Marie-Claude Treilhou pour Lourdes, l'hiver,
  - Paul Vecchiali pour Masculins singuliers
- Scénario : Jean-Claude Biette, Cécile Clairval, Jacques Davila, Michel Delahaye, Jacques Frenais, Gérard Frot-Coutaz, Jean-Claude Guiguet, Marie-Claude Treilhou et Paul Vecchiali
- Photographie : Jean-Yves Escoffier et Georges Strouvé
- Pays de production :  France
- Genre : sketches
- Date de sortie : 
  - France : 16 mars 1983

## Distribution
- Jean-Christophe Bouvet (sketch Masculins singuliers)
- Jean-Louis Rolland (sketch Masculins singuliers)
- Véronique Silver (sketch Passage à l'acte)
- Christian Rist (sketch Passage à l'acte)
- Myriam Mézières (sketch Le Goûter de Josette)
- Paulette Bouvet (sketch Le Goûter de Josette)
- Jacques Nolot (sketch Le Goûter de Josette)
- Olivier Rey (sketch Le Goûter de Josette)
- Michel Delahaye (sketch Sara)
- Uta Taeger (sketch Sara)
- Françoise Fabian (sketch La Visiteuse)
- Héloïse Mignot (sketch La Visiteuse)
- Micheline Presle (sketch Remue-ménage)
- Gérard Lartigau (sketch Remue-ménage)
- Tonie Marshall (sketch Remue-ménage)
- Françoise Lebrun (sketch Pornoscopie)
- Piotr Stanislas (sketch Pornoscopie)
- Maurice Robert (sketch Pornoscopie)
- Denise Gence (sketch Enigme)
- Christine Fersen (sketch Enigme)
- Jean-Claude Drouot (sketch Enigme)